# Theraps underwoodi
La Theraps underwoodi es una mojarra originaria de Centroamérica, de la familia de los Cichlidae, género Theraps. También llamado moga verde o tuba. Se distingue por su color gris oscuro casi negro sólido y algunas poseen manchas moradas. Generalmente se encuentra en corrientes de gran velocidad y se alimenta de hojas, algas y frutas.